# Conus dennanti
Conus dennanti é uma espécie de gastrópode do gênero Conus, pertencente a família Conidae.